# تيلامونيا ديميديات
العنكبوت تيلامونيا ديميدياتا من نوع العناكب القفازة ذات الأشرطة والخطوط الملونة الظاهرة على ظهره من الأعلى  ينتشر هذا العنكبوت القفاز في أماكن آسيوية مختلفة في الغابات الاستوائية المطيرة، وفي أوراق الشجر في البيئات المشجرة وفي المناطق المعشوشبة.

## الوصف
يمكن أن يصل طول جسم الإناث إلى ما بين 9-11 ملم ، ويمكن للذكور أن يصل طولها إلى ما بين 8-9 ملم. أنثى العنكبوت مصفرة اللون مع ابيضاض واضح في المنطقة الرأسية مع وجود حلقات حمراء محيطة بحلقات ضيقة سوداء حول العينين. ويوجد اثنين من الخطوط الحمراء البراقة الطولية على الأوبثيزوما  وهي المنطقة الموجودة في أسفل جسم العنكبوت بعد منطقة خروج الأرجل. ذكور هذه العناكب معتمة اللون بشكل كبير، مع وجود علامات بيضاء وشعر أحمر حول العينين.

## التوزيع والإنتشار
تظهر هذه العناكب سنغافورة، اندونيسيا، وباكستان وإيران والهند، وبوتان.
بعيدا عن الإشاعات المنتشرة عن هذه العناكب إلا أنه لم يسجل احتواءها على سموم تؤثر على صحة الإنسان.

## خدعة البريد الإلكتروني
في عام 2002، أصبح العنكبوت موضوع خدعة بريد إلكتروني حيث انتشرت رسالة بريد إلكتروني تحتوي إدعاء بأنه كان هناك عنكبوت قاتل وجد تحت مقاعد المراحيض في شمال فلوريدا. وهذه كانت خدعة حيث انتشرت على نطاق واسع وكانت إعادة لتوزيع ونشر رسالة بريد إلكتروني قديم كان قد انتشر في عام 1999 مع كثير من الإدعاءات المماثلة بخصوص عنكبوت معروف تحت اسم «عنكبوت أمريكا الجنوبية (أراسنيس جلوتيس [كذا])» -- حرفيا «عنكبوت المؤخرة». وقد تم العثور أيضا على خدع بريد إلكتروني مماثلة (التفاصيل الأصلية تغيرت هنا وهناك) وعثر عليها في أجزاء أخرى من العالم الذي يدعي أن نفس الشيء حدث في ذلك البلد. ولم يكن أي شيْء من هذا القبيل وقع في أي وقت مضى ولكن عملية إعادة النشر من قبل المستلمين دون توثق ساعدت على انتشار هذه الرسائل على نطاق واسع مما جعلها تبدو كأساطير حضارية ناتجة عن تناقل الأخبار بصورة غير دقيقة مما يكسبها مصداقية لدى العامة من الناس ممن ليس لديهم إلمام علمي بالموضوع. وقد انتشرت هذه الإشاعة بصورة كبيرة عبر وسائل التواصل الاجتماعي مثل فيسبوك وتويتر وواتسآب.

## الهامش
1. ↑  & ميرفي ميرفي 2000:300
2. ↑  UCR Spiders Site: Internet Hoax نسخة محفوظة 21 يوليو 2017 على موقع واي باك مشين.
3. ↑  Myth: Baby tarantulas made cactus explode | Burke Museum نسخة محفوظة 13 أكتوبر 2010 على موقع واي باك مشين.
4. ↑  [4] ^ سنوبس : أساطير مرجع الصفحات الحضري : اثنان من مخطط عنكبوت التيلامونيا. استرجاع 2007 - فبراير 25. نسخة محفوظة 7 نوفمبر 2021 على موقع واي باك مشين.

## وصلات خارجية
- الوصف
- عنكبوت الأساطير والخدع
- Salticidae.org : وصورا فوتوغرافية ملونة من كلا الجنسين